# Хермсен, Шорс-Ловис
Шорс-Ло́вис Хе́рмсен (нидерл. Sjors-Lowis Hermsen; 12 июня 2007, Нидерланды) — нидерландский футболист, нападающий нидерландского клуба «Фортуна».

## Клубная карьера
Хермсен воспитанник «Фортуны Ситтард». До перехода в основную команду он играл за команды U18 и U21. 19 мая дебютировал за «Фортуну» против «Хераклеса» в Эредивизи в возрасте 16 лет, заменив на 91-й минуте Иньиго Кордобу.